# Hiberno-normannok
A hiberno-normannok azok a normann urak, akik az Angol hódítás Írországban során érkeztek a szigetre. Az Angliát korábban meghódító anglo-normann urak iránt ez a réteg az új földre kerülve kevés lojalitást érzett. 
A „hiberno” előtag Írországra utal, a sziget neve a római kori latin nyelv nevéből ered.
Hiberno-normann volt a de Burg (vagy Burke) család, a FitzGeraldok, a Butlerek és a de Berminghamek. A „Fitz” tipikus hiberno-normann névelőtag.
A 16. századra a hiberno-normannokat már írországi óangolok néven emlegették. Az ír nyelvben a nevük gaill vagyis „külföldi” volt. Az Angliában született angolokat másképpen hívták: sassenach, vagyis „szászok”.